# Inishtrahull (navio de 1885)
O Inishtrahull foi um navio de passageiros e cargueiro que naufragou na costa de Kilkee, Condado de Clare, entre 28 e 29 de dezembro de 1894.  No dia 27 de dezembro de 1894 o mesmo deixou Glasgow, Escócia, com uma carga de carvão com destino para a cidade de Limerick, o navio enfrentou dificuldades em algum lugar perto de Kilkee e naufragou devido aos fortes vendavais relatados ao longo da costa oeste da Irlanda no final de dezembro daquele ano.  Isso foi confirmado em 3 de janeiro de 1895, quando uma seção da proa com o nome "Glasgow" foi recolhida perto de Kilkee. 

## Primeiros anos
Construído em 1885, o navio era feito de aço e movido a vapor, usado para serviços de carga e passageiros. No momento do seu lançamento, a embarcação estava equipada com todos os aparelhos modernos, incluindo acomodação para 40 passageiros de primeira classe e espaço para carregar gado no convés principal e nos conveses inferiores.

## Colisão com aMaggie
Em 29 de dezembro de 1891, o Inishtrahull se envolveu em uma colisão com um veleiro irlandês de Dublin chamado Maggie. A colisão ocorreu no Mar da Irlanda, perto do Banco Kish. Em uma investigação posterior, foi descoberto que a falha estava totalmente nas mãos do segundo oficial do Inishtrahull, que deixou a ponte sem um oficial competente responsável (um carpinteiro foi deixado sozinho na ponte). Após a colisão, o segundo oficial foi suspenso do serviço por dois anos. Com toda a tripulação evacuada o Maggie afundou em algum lugar em torno do farol Kish em torno de 52° 41,4′ N, 9° 40,6′ O. 

## Naufrágio
Saindo do porto de Glasgow na manhã de 28 de dezembro de 1894, o navio estava programado para chegar a Limerick em 30 de dezembro. Após seis dias de desaparecimento, presumiu-se que devido às tempestades do dia 28, o navio teria se abrigado e não estaria em posição de telegrafar seu paradeiro. Em 3 de janeiro de 1895, no entanto, uma seção da proa marcada com "Glasgow" foi recolhida pela guarda costeira de Kilkee perto da cidade e relatada ao Receptor de Naufrágios em Limerick. A origem do navio desaparecido não foi provada até 8 de janeiro, quando a "The Clyde Shipping Company" abandonou a busca pelo navio e divulgou os nomes dos que se pensavam estar a bordo, chegando a 26 pessoas, incluindo o capitão, Thomas Whip.